# Jacques Tréton
Pour les articles homonymes, voir Treton.
Jacques Tréton, né le 17 juin 1947 à Boulogne-Billancourt et mort le 23 avril 2022 à Paris, est un scientifique, un biologiste, un gérontologue et un  historien français. Directeur de Recherche de l'Association Claude Bernard, chargé de mission AP-HP à l'INSERM.

## Biographie

### Parcours scientifique
Jacques Tréton passe le Diplôme d'études approfondies (DEA) (1974), puis le doctorat de spécialité (3° cycle) en 1976, il soutient sa thèse de docteur ès sciences, en 1981 à la Faculté des Sciences Paris VII (Jussieu). Il devient chercheur de l'Association Claude Bernard à l'unité 118 de INSERM avec une spécialisation en biologie du vieillissement. Il avait intégré en 1974 le groupe d'Yves Courtois (biologiste) au sein du Centre de Recherches Gérontologiques INSERM-ACB hôpital Sainte-Périne (Paris) créé (1972) et dirigé par  François Bourlière. Séjour post-doctoral au NIH, Bethesda, EU, dans le laboratoire de Joram Piatigorsky 1981-1983.
Ses travaux portent sur les théories et mécanismes du vieillissement, principalement sur des modèles de cultures de cellules du cristallin et de la rétine.
Il est cofondateur de la première formation universitaire de Biologie du Vieillissement (1989) en France : DEA national de biologie du vieillissement, qui devient, en 2004 après la réforme universitaire Master 2, Biologie Cellulaire Physiologie et Pathologie. D'abord Parcours : mécanismes cellulaires du vieillissement et pathologies associées, puis en 2009 : Spécialité : Biologie du Vieillissement  diplôme cohabilité par l'Université Paris-Descartes (P5) et Université Paris Diderot (P7). Il a été Coordonnateur général en 1996, puis Responsable de cette formation universitaire de 2004 à 2011.

### Historien, toponymiste
Jacques Tréton est également historien, philologue et toponymiste. Il a écrit un ouvrage d'histoire locale : Montainville, joli village du Pincerais, 1997. . Ouvrage qui reçut le premier prix d'Histoire locale du Conseil général du Département des Yvelines en 1998. C'est l'histoire des origines à notre époque d'une petite commune des Yvelines, Montainville (Yvelines) de près de 500 habitants. 
En 2011, il publie : un essai sur l'étymologie du bourg de Maule et de la rivière Mauldre (Yvelines), qui fait remonter ces deux toponymes à leurs origines communes gauloises. 
En 2018, il publie : le livre d'Heures des Morainvillier, seigneurs de Maule et Montainville, lien entre cette famille mauloise et la famille bretonne des Châteaubriant.

## Distinctions
Jacques Tréton a reçu de nombreuses distinctions et récompenses honorifiques :

### Décoration
- Chevalier de la Légion d'honneur; Décret du 10 avril 2009 portant promotion et nomination remise par le Président de l'Université  Paris Descartes, Axel Kahn.

### Récompenses
- Président de la Société Française de Gériatrie et Gérontologie de 2004 à 2006 et vice-Président de la SFGG de 2007 à 2010.
- Prix d'Histoire Locale du Conseil général des Yvelines en 1998 pour son livre "Montainville, joli village du Pincerais"
- Il est membre de nombreuses sociétés savantes historiques comme l'ACIME (Maule), les Amis des Études Celtiques, Société Archéologique d'Eure-et-Loir.